# Thüringer Weißkopf

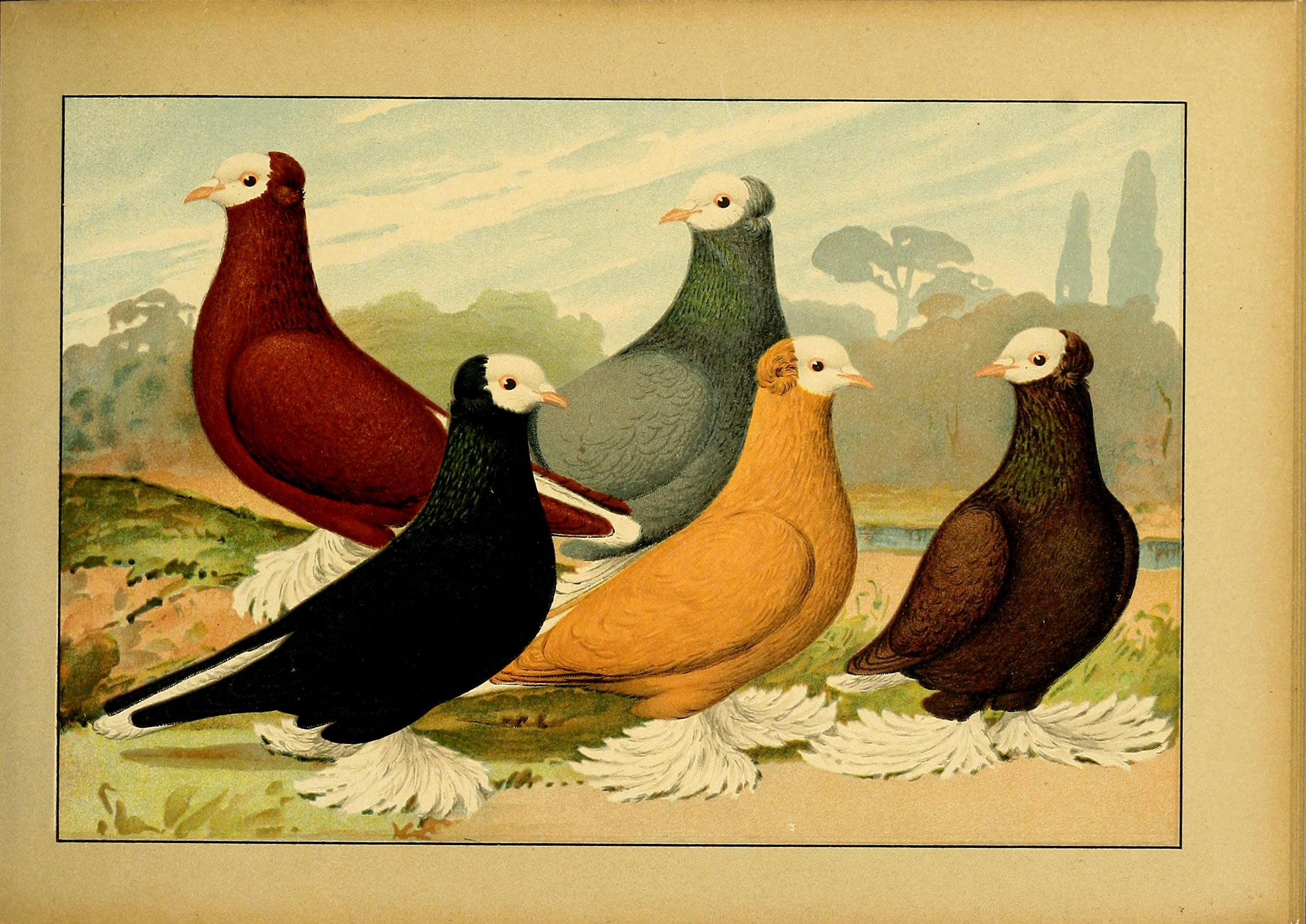
Thüringer Weißköpfe in Emil Schachtzabels Standardwerk „Illustriertes Prachtwerk sämtlicher Taubenrassen“ von 1906.

Der Thüringer Weißkopf ist eine Rasse der Haustaube und zählt zu den Thüringer Farbentauben. 
Der Thüringer Weißkopf besitzt eine kräftige Feldtaubengestalt mit fast waagerechter Haltung. Die Füße sind, im Gegensatz zu anderen Thüringer Farbentauben die meist glattfüßig sind, belatscht. 
Der weiße, länglichrunde Kopf ist namengebend und von einer breiten Rundhaube umgeben. Die breite Brust tritt etwas hervor. Der Rücken ist breit im Bereich der Schultern und fällt nach hinten nur wenig ab. Die kurzen Läufe der Taube sind befiedert. Sie tragen lange, dichte Latschen; die Unterschenkel sind mit sogenannten Geierfedern besetzt. 
Latschen und Schwanz mit Schwanzdecke und Keil sind weiß. Kappe und Schenkel sind in der Grundfarbe des Gefieders gehalten. 
Die Rasse der Thüringer Weißköpfe steht den Pfaffentauben, Mäusern und den Mönchtauben nahe. Sie wurden schon gegen 1800 um Ruhla und Schmalkalden gezüchtet. Ihre Rasse wurde durch die Europäische Standard Kommission für Tauben (ESKT) des Europäischen Verbandes für Geflügel-, Tauben-, Vogel-, Kaninchen- und Caviazucht (EE) bestätigt und wird in der EE-Liste der Rassetauben unter der Nummer 454 geführt.